# 스미요시 대사
스미요시 대사(일본어: 住吉大社 스미요시타이샤[*])는 일본 오사카부 오사카시 스미요시구 스미요시에 있는 신사이다. 일본 전국에 있는 스미요시 신사의 총본사이다.
신사의 4개 건물이 스미요시즈쿠리로 불리는 고대 일본의 건축 양식으로 국보로 지정되어 있다.